# Resia (torrente)
II Resia è un torrente dell'Italia settentrionale lungo circa 15 km. Nasce a Resia, è il principale affluente di sinistra del fiume Fella,  cui si congiunge nel paese di Resiutta.

## Il corso
Il corso del torrente è all'interno dei comuni di Resia e Resiutta. Il suo fondo è costituito principalmente da massi, ciottoli e ghiaia, lungo il corso, infatti, si trovano numerosi massi erratici, testimonianza di un'antica morena, erosa dal corso del Resia.
È costeggiato per gran parte della sua lunghezza dalla strada provinciale 42, che collega Resiutta a Stolvizza di Resia.

## Aspetti naturalistici
Insieme al Torrente Arzino, è l'unico fiume del Friuli ad essere rimasto incontaminato.

### Flora
Le sponde del Resia sono ricoperte per la maggior parte da salici, da faggi e da frassini.

### Fauna
Le sue acque molto pure sono un ottimo ambiente per la prolificazione della fauna ittica, questo rende il torrente Resia uno dei punti di pesca sportiva più apprezzati in Italia. 
Questo è l'elenco dei pesci che è possibile trovare nel torrente:
- Scazzone
- Trota Marmorata
- Trota Fario
- Temolo

Inoltre si può trovare anche il Gambero di fiume.

## L'idronimo
Il torrente Resia prende il nome dalla valle che attraversa, la Val Resia.

## Storia
Verso la metà dell'800, nei pressi di Resiutta, degli imprenditori asburgici decisero di sfruttare le ottime acque del Resia (il Ph molto basso dell'acqua favorisce la fermentazione della birra) per produrre birra. La fabbrica della birra di Francesco Dormisch, si trasferì a Udine in seguito alla costruzione del Canale Ledra.